# Breitenbach (Schwarzwasser)
Der Breitenbach (tschechisch: Blatenský potok) ist ein linker Nebenfluss des Schwarzwassers im Erzgebirge.

## Verlauf
Der Bach entspringt etwa 1,5 km südwestlich von Horní Blatná (Bergstadt Platten) und somit nur wenige hundert Meter unterhalb der Erzgebirgs-Kammlinie. Zuerst verläuft er einen Kilometer nach Osten, wo er sich dann mit einem anderen Quellarm vereinigt und nach Norden weiterfließt. Nach weiteren etwa 800 Metern nimmt er von rechts den über 12 km langen Plattner Kunstgraben auf. Dieser wurde zwischen 1540 und 1554 angelegt, um Aufschlagwasser für den Plattener Bergbau aus der Nähe von Boží Dar (Gottesgab) heranzuführen. Der Bach fließt anschließend mit geringem Gefälle entlang der Straße II. Klasse 221, die bis in das 19. Jahrhundert als Plattener Pass wichtige Verkehrsader auf dem Weg nach Karlsbad diente. Unterwegs fließen ihm der Tichý potok (Zinnerwieselbach) und der Prudký potok (Lauterbach) zu, bis er nach etwa 6,5 km auf die Staatsgrenze trifft. Dort nimmt er den von links zufließenden und aus dem Lehmergrund kommenden Jugelbach auf, der seinerseits den Pechöfener Bach (tschechisch: Smolný potok, Hraniční potok) aufnimmt. Pechöfener, Jugel- und Breitenbach bilden auf etwa 3,7 km das Grenzgewässer zwischen Tschechien und Deutschland. Bei Potůčky (Breitenbach) biegt der Bach dann auf Johanngeorgenstädter Gebiet, um nach etwa 700 m in Wittigsthal in das Schwarzwasser zu münden.

## Besonderheiten
Der Breitenbach liegt in einem Gebiet mit umfangreichem Bergbau auf Zinn, Silber, Eisen und Kobalt. Zur Verarbeitung wurden an seinem Lauf mehrere Pochwerke und Mühlen errichtet. Bemerkenswert sind die Farbmühlen, von denen es am Breitenbach gleich mehrere gab.